# Церковь Илии Пророка (Иваново)
Ильинская церковь — действующий храм Иваново-Вознесенской епархии Русской православной церкви в городе Иваново (ул. Кольцова, 19А).

## История
История храма Святого пророка Илии переплетается с историей города Иваново. Ведущим производством в Иванове с конца XVIII века стало ситцепечатание. После 1812 г., когда промышленность Москвы была разорена армией Наполеона, Иваново стало центром ситцевого производства. Миткалем и хлопчатобумажной пряжей торговал выходец из местных крестьян крупный купец Александр Алексеевич Лепетов. Он выкупил земельные участки у помещицы Е. И. Барсуковой, владевшей деревней Воробьево. Через четыре года появились первые постройки: так было положено начало Воробьевской слободе. С открытием предприятий население Воробьевской слободы заметно выросло. В 1838 году на средства А. А. Лепетова здесь началось строительство церкви Илии пророка. Землю под храм Илии пророка пожертвовал купец Иван Диомидович Киселев.
Вскоре жители обратились к Владимирскому архиепископу Парфению с просьбой о переименовании слободы в Ильинскую. Каменные работы закончили в 1841 г., уже на следующий год храм освятили. Выполненная в традициях позднего классицизма (северный и южный фасады оформлены четырёхколонными портиками; центральный объём храма слагается из куба основания и венчающего цилиндра, завершенного пятиглавием; с западной стороны к храму примыкает колокольня), вероятно, по проекту владимирского губернского архитектора Е. Я. Петрова, церковь стала главной архитектурной доминантой слободы. Впоследствии вокруг храма появилась ограда, выстроили здание богадельни, дома священнослужителей.
В 1893 г. на средства фабриканта А. И. Гарелина, внука А. Лепетова, по проекту известного московского архитектора А. С. Каминского была проведена внутренняя реконструкция храма: разделенные стеной летнюю и зимнюю половины храма соединили в единое помещение. В приделах Рождества Богородицы и Сорока мучеников Севастийских (существующих и поныне) установили новые иконостасы. Настенную живопись выполнили знаменитые палехские художники Белоусовы, обновлявшие живопись в Грановитой палате Московского Кремля.

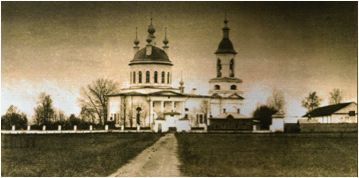
Храм Илии Пророка в Ильинской слободе 1890 год

29 августа 1935 года храм был закрыт местными органами Советской власти, а здание его передано областному архиву. Более полувека храм стоял без крестов. Из тьмы и сырости на стеллажи с документами безутешно смотрели лики святых. Старинные фрески осыпались, стены покрывались плесенью, свод храма чернел от копоти керосиновых ламп.

## В советское время
Храм Илии пророка был возвращен верующим в 1989 году, в 1990 году — Ивановской епархии. Глава Иваново-Вознесенской и Кинешемской епархии архиепископ Амвросий попросил тогда ещё ризничного Преображенского кафедрального собора иеромонаха Никандра (Шамова) возглавить новый приход. Начались ремонтно-восстановительные работы.

## Возвращение РПЦ
Первая Божественная Литургия была совершенная 7 января 1990 г. на Рождество Христово. Служба состоялась в подвальном помещении, ныне — цокольном крестильном храме, престол которого освящен в честь святого праведного Иоанна Кронштадтского. В самом храме, на престоле в честь Илии пророка, Небесного покровителя церкви, первая Божественная Литургия совершена 21 июля 1990 г. в праздник Казанской иконы Божией Матери. Из архивных источников стало известно, что открытие храма в 1842 году также произошло на праздник Казанской иконы Божией Матери. Тогда привезли список чудотворной Казанской иконы, украшенный драгоценными камнями.